# Vespucio Norte (station)
Vespucio Norte är en tunnelbanestation i tunnelbanesystemet Metro de Santiago i Santiago, Chile. Stationsnamnet kommer från den stora motorvägen Américo Vespucio som ligger precis vid stationen. Anledningen till att den heter just Vespucio Norte (Vespucio Norra) är att man vill kunna skilja den från andra delar av Américo Vespucio som är en ringväg kring hela Santiago. Det är en ändstation och nästa station i riktning mot La Cisterna är Zapadores.